# Keith Cooke
Keith Cooke Hirabayashi  (n. 17 septembrie 1959, Seattle, Washington, SUA) este un actor, expert în arte marțiale și ocazional cascador american. Este cel mai cunoscut pentru rolul Reptile din Mortal Kombat (1995) și ca Sub-Zero din continuarea sa, Mortal Kombat 2: Anihilarea (Mortal Kombat: Annihilation, 1997).

## Filmografie
| An      | Titlu                                         | Rol                  | Note                            |
| ------- | --------------------------------------------- | -------------------- | ------------------------------- |
| 1987    | Rampage                                       | Extra casting        |                                 |
| 1988    | Picasso Trigger                               | Clayton              |                                 |
| 1988    | China O'Brien                                 | Dakota               |                                 |
| 1990    | China O'Brien II                              | Dakota               |                                 |
| 1990    | The King of the Kickboxers                    | Prang                | alt. titlu = Karate Tiger 4     |
| 1991    | Born to Ride                                  | Broadwater           |                                 |
| 1995    | Mortal Kombat                                 | Reptile              |                                 |
| 1995    | Heatseeker                                    | Chance O'Brien       | rol principal                   |
| 1997    | Beverly Hills Ninja                           | Nobu                 |                                 |
| 1997    | Mortal Kombat: Annihilation                   | Sub-Zero / cascadori |                                 |
| 1997/98 | The New Adventures of Robin Hood              | Kobak / Takashi      | (invitat)                       |
| 1999    | Kickboxing Workout                            | Rolul său            | Video cu instrucțiuni           |
| 2000    | Big Momma's House                             | Cascadori            |                                 |
| 2003    | Red Trousers: Lives of the Hong Kong stuntmen | Kermuran / rolul său | segmentul: Lost Time: The Movie |
| 2003    | National Security                             | Ang                  |                                 |
| 2011    | Obscurus Lupa Presents                        | Dakota               | (episodul: China O'Brien)       |
| 2012    | Champions of the Deep                         | Master of the Dojo   |                                 |